# Perlschnur

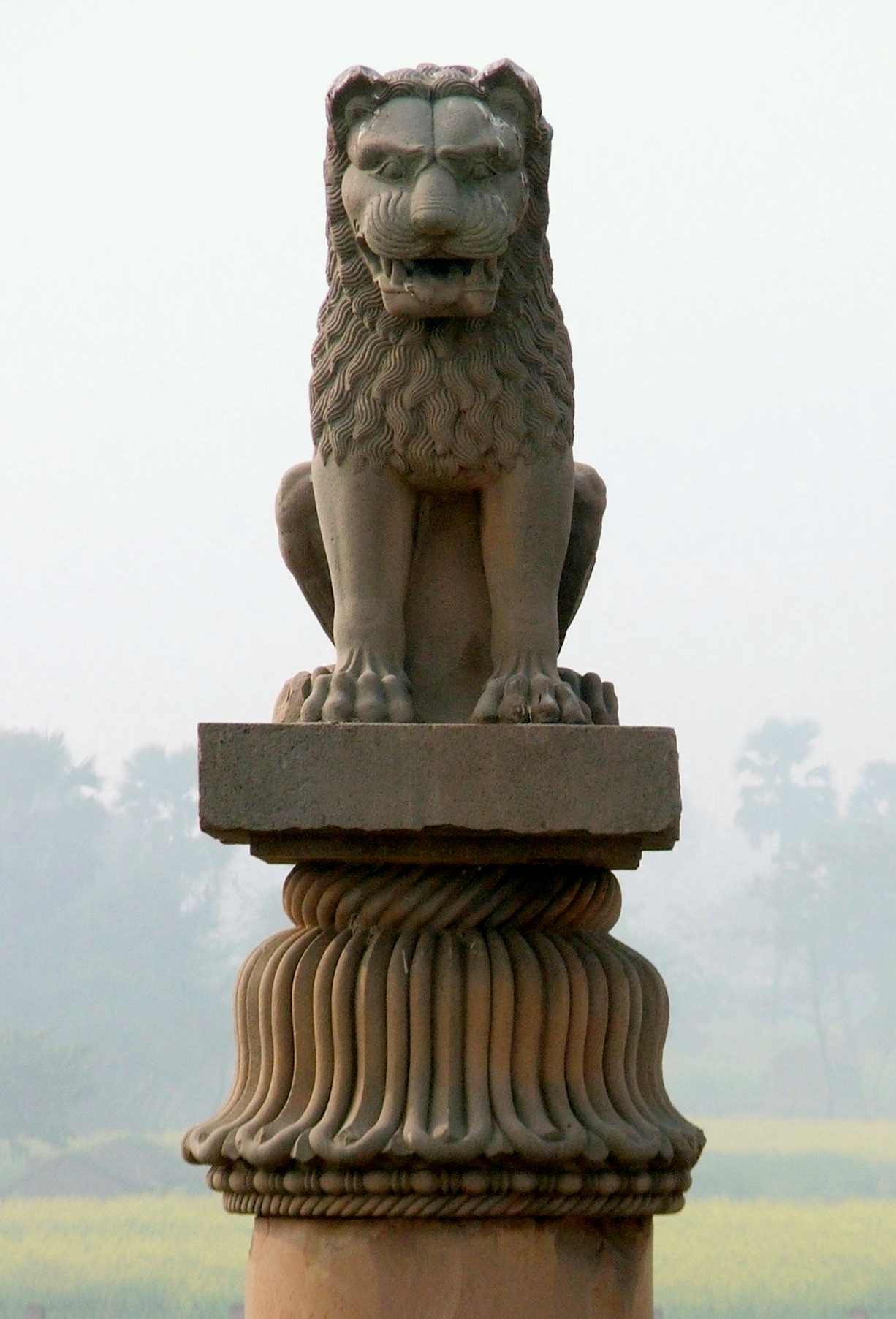
Ashoka-Säule in Vaishali, Indien (um 250 v. Chr.) – die Basis des Kapitells ist mit einer Perlschnur verziert

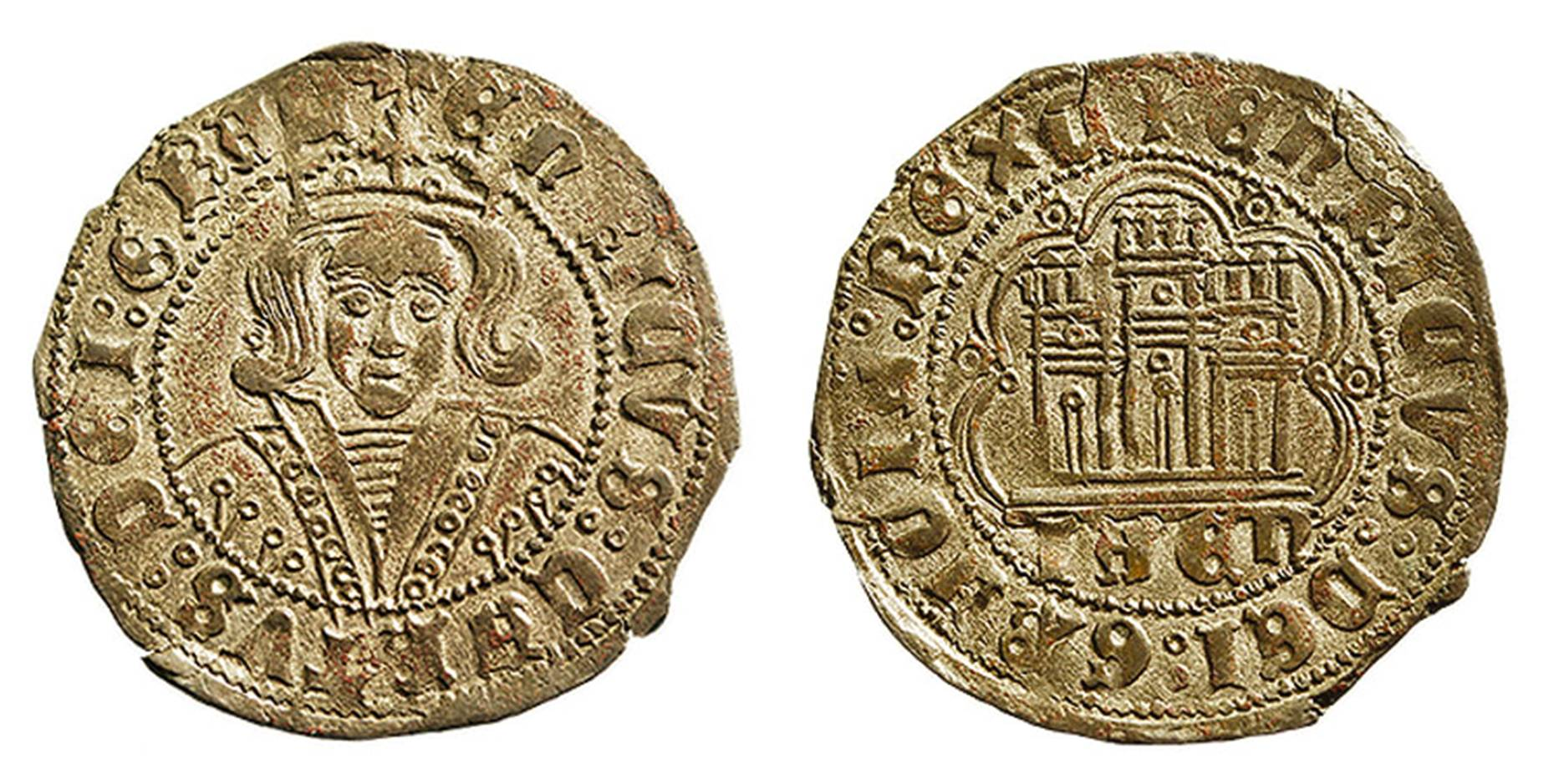
kastilischer Maravedi (um 1475) mit Perlschnüren

Der Begriff Perlschnur (zusammengesetzt aus Perle und Schnur) bezeichnet in verschiedenen Bereichen eine geometrische Figur, bei der sich lineare Elemente mit runden (kugelförmigen, perlenartigen) Elementen abwechseln (-o-o-o-o-).

## Ornamentik
Perlschnüre finden in der Ornamentkunst vielfältige Verwendung; in manchen Fällen ist eine Abgrenzung zu Perlstäben schwierig. Es handelt sich dabei um ein bereits im klassischen Altertum (Astragal) bekanntes und in verschiedenen Kulturbereichen immer wieder aufgegriffenes Motiv.

## Vorhänge aus Perlschnüren
Heute werden unter Perlschnüren auch Vorhänge verstanden, die als Sicht- und Mückenschutz in Tür- oder Fensteröffnungen gehängt werden können und aus zahlreichen einzelnen Fäden mit daran angebrachten kleinen Kugeln bestehen.

## Perlschnüre als grafisches Element

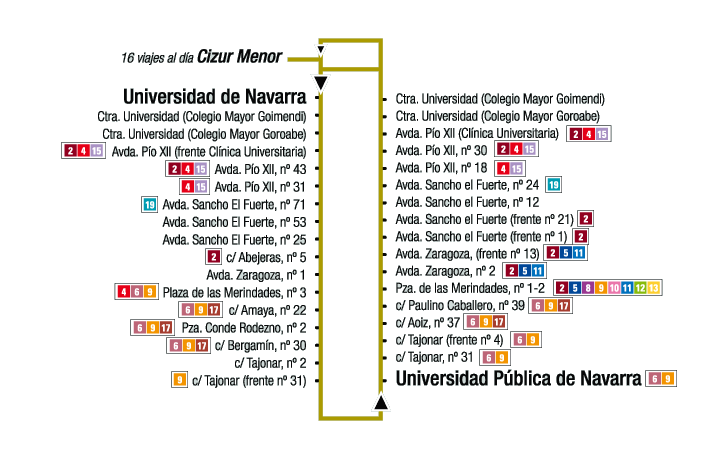
Darstellung eines Linienverlaufs als Perlschnur

Im Verkehrswesen bezeichnet man bei einem Liniennetzplan die grafische Darstellung einer Verkehrslinie (lineares Element) mit ihren Haltestellen (Perlen) als Perlschnur.

## Perlschnureffekt

### Sonnenfinsternis
Unter einer Perlschnur bzw. dem Perlschnureffekt werden die bei einer totalen Sonnenfinsternis sichtbaren Teile der Sonne bzw. der Korona bezeichnet. Einzelne helle Lichtpunkte sind dabei an einer kreisförmigen hellen Linie der Sonnenoberfläche sichtbar.

### Optoelektronik

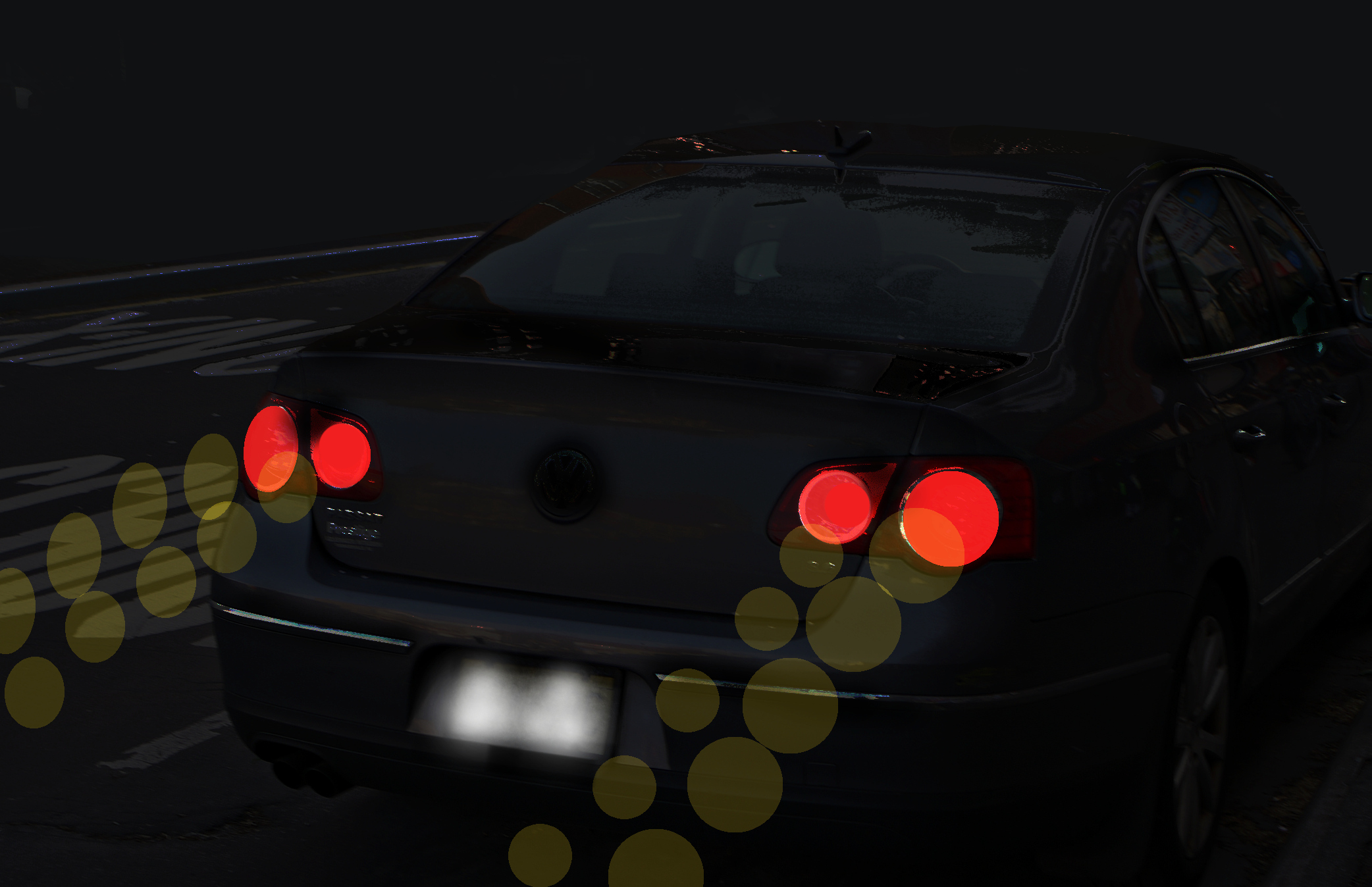
Perlschnureffekt bei Pkw-Rückleuchten (retuschiertes Bild) (Drehen des Blickwinkels notwendig)

LEDs werden oft mit gepulstem Gleichstrom betrieben, um ihre Helligkeit zu steuern und um den Strom durch die LED zu begrenzen. Im Gegensatz zu Glühlampen ist eine LED schnell genug, um selbst bei hohen Frequenzen tatsächlich an und aus zu gehen. Je nach Frequenz wird dieses Flimmern mehr oder weniger deutlich wahrgenommen. Im Betrieb entwickelt eine Glühlampe Hitze im Glühdraht, deren Abkühlungszeit eine gewisse Trägheit ausmacht.
Der Perlschnureffekt bezeichnet eine Wahrnehmung, verursacht durch die Trägheit des menschlichen Auges: wenn man im Dunklen eine gepulst betriebene LED betrachtet, die sich relativ zum Betrachter bewegt, erscheint die LED mehrmals auf einer Bahn. Die Winkelbewegung des Auges erzeugt den gleichen Effekt. Dies macht sich z. B. bei einigen Pkw-LED-Rückleuchten störend bemerkbar.